# Le Gosier
Le Gosier (en criollo Gozyé) es una comuna francesa situada en la región y el departamento de Guadalupe. 
El gentilicio francés de sus habitantes es Gosiériens y Gosiériennes.

## Geografía
La comuna está situada en el extremo suroeste de la isla guadalupana de Grande-Terre.

### Comunas limítrofes
| Noroeste: Les Abymes  | Norte: Les Abymes | Noreste: Les Abymes y Sainte-Anne |
| Oeste: Pointe-à-Pitre |                   | Este: Sainte-Anne                 |
| Suroeste Mar Caribe   | Sur: Mar Caribe   | Sureste: Mar Caribe               |

### Barrios y/o aldeas
Bas-du-Fort, Bois-Joli, Cocoyer, Dampierre, Dunoyer, Grand-Bois, Grande-Ravine, Ïlet du Gosier, La Bouaye, Labrousse, Leroux, Mare-Gaillard, Mathurin, Montauban, Penchard, Périnet, Petit-Havre, Pliane, Port-Blanc, Poucet, Saint-Félix, Simonet, Tombeau y Moreau.

## Toponimia
Antiguamente se llamaba Grand Gosier, en referencia a los Pelícanos que poblaban la zona

## Demografía
| Gráfica de evolución demográfica de Le Gosier entre 1961 y 2017 |
|                                                                 |

Fuente: Insee